# Æ
Az æ egy ligatúra, mely egyes nyelvekben az IPA:[ɛ] vagy az  IPA: [æ] hangok leírására szolgál.

## Karakterkódolás
| Karakterkészlet | Kisbetű (æ) | Nagybetű (Æ) |
| --------------- | ----------- | ------------ |
| EBCDIC          | 230         | 198          |
| Bináris EBCDIC  | 11111010    | 11000110     |
| Unicode         | U+00E6      | U+00C6       |
| HTML/XML        | &aelig;     | &AElig;      |

## Kiejtése különböző nyelveken

Æ sans-serif betűtípussal

francia – [e]

izlandi – [ai]

norvég, angolszász – [æ]

latin – [ɛ]

dán – [ɛ] vagy [ɑ]

## További előfordulásai
Sok nyelv ä karakterének az alapja az æ ligatúra. Az a fölé egy fordított e (ə) betűt írtak, ami később trémává változott. A középkorban is előszeretettel alkalmazták, akárcsak a többi ligatúrát.

## Lásd még
- Ligatúra
- Ä

### Angolul
- EBCDIC-kódok
- Kis- és nagybetűs Unicode-kódok
- Izlandi kiejtés
- Norvég kiejtés
- Angolszász kiejtés
- Dán kiejtés

### Franciául
- Az æ francia kiejése